# San Gabriel Mixtepec
San Gabriel Mixtepec es una localidad del estado mexicano de Oaxaca. Es cabecera del municipio de San Gabriel Mixtepec.

## Historia
La localidad de San Gabriel Mixtepec (Oaxaca) fue fundada en el año 600.
- 600: Año que según la tradición fue fundado este pueblo en un lugar llamado Quiejum o piedra de espiga en castellano.
- 1800: Año en que los habitantes se trasladan al lugar en que actualmente esta el pueblo.
- 1826: San Gabriel Mixtepec pertenece al partido de Juquila.
- 1838: El 28 de diciembre, fue entregada la escritura de posesión de sus terrenos, otorgada por el juez D. Agustín Monterrubio.
- 1844: San Gabriel Mixtepec es poblado de la parroquia de Teotepec, subprefectura de Juquila, distrito de Jamiltepec.
- 1858: Decreto número 2. San Gabriel Mixtepec pertenece al distrito de Juquila.
- 1891: San Gabriel Mixtepec es agencia municipal del distrito de Juquila.

## Demografía
| Censo | Población |
| ----- | --------- |
| 1900  | 413       |
| 1910  | 899       |
| 1921  | 693       |
| 1930  | 540       |
| 1940  | 804       |
| 1950  | 1853      |
| 1960  | 2055      |
| 1970  | 1395      |
| 1980  | 2188      |
| 1990  | 2435      |
| 1995  | 2543      |
| 2000  | 2851      |
| 2005  | 2867      |
| 2010  | 3518      |
| 2020  | 3673      |